# Jens Böther
Jens Böther (* 1966 in Lüneburg) ist deutscher Politiker (CDU). Er ist seit 2019 Landrat des Landkreises Lüneburg.
Böther ist Dipl.-Verwaltungswirt (FH) sowie Informatik-Betriebswirt (VWA). Vor Beginn seiner Amtszeit als Landrat war Böther von 2001 bis 2006 Bürgermeister der Gemeinde Echem. Zusätzlich war er von 2001 bis 2005 Mitglied des Samtgemeinderates Scharnebeck. Von 2006 bis 2019 war Böther Bürgermeister von Bleckede.
Am 16. Juni 2019 wurde Böther in der Stichwahl als Nachfolger von Manfred Nahrstedt (SPD) zum Landrat des Landkreises Lüneburg gewählt. Am 1. November 2019 trat Böther dieses Amt an. Aus gesundheitlichen Gründen wird er bei der Landratswahl 2026 nicht wieder kandidieren.